# (400039) 2006 QS164
(400039) 2006 QS164 es un asteroide perteneciente al cinturón de asteroides, descubierto el 29 de agosto de 2006 por el equipo del Lowell Observatory Near-Earth-Object Search desde la Estación Anderson Mesa (condado de Coconino, cerca de Flagstaff, Arizona, Estados Unidos).

## Designación y nombre
Designado provisionalmente como 2006 QS164.

## Características orbitales
2006 QS164 está situado a una distancia media del Sol de 2,566 ua, pudiendo alejarse hasta 3,231 ua y acercarse hasta 1,902 ua. Su excentricidad es 0,258 y la inclinación orbital 13,69 grados. Emplea 1502,09 días en completar una órbita alrededor del Sol.

## Características físicas
La magnitud absoluta de 2006 QS164 es 17,6.